# Joaquín López Cruces
Joaquín López Cruces es un historietista e ilustrador español, nacido en Almería en 1957, hijo del profesor e investigador Antonio López Ruiz y de Pepita Cruces López. 

## Biografía
Licenciado en Filología Inglesa, se instala en Granada en 1983. Un año después, inicia su trayectoria profesional en las revistas subvencionadas La Granada de papel y Madriz, patrocinadas por los ayuntamientos de estas ciudades. Al mismo tiempo, empieza a publicar en Cairo.
A pesar de centrarse en el diseño y la ilustración desde finales de los años 80, obtiene el Premio al Autor Revelación del Salón Internacional del Cómic de Barcelona de 1991 por las recopilaciones de su obra anterior. Continua además publicando nuevas historietas en revistas como Idiota y Diminuto (2000), Dos Veces Breve (2004) o Humo (2005). En 2003 participa en la ilustración del libro Cuentos del Cabo de Gata, colección de 21 relatos ambientados en el Cabo de Gata, en Almería, y en 2008 publica los apuntes de sus viajes por el mundo en Por el camino yo me entretengo.